# Paljassaari (ö i Birkaland, Tammerfors, lat 61,43, long 24,04)
Paljassaari är en ö i Finland. Den ligger i sjön Roine och i kommunen Kangasala i den ekonomiska regionen Tammerfors och landskapet Birkaland, i den södra delen av landet, 150 km norr om huvudstaden Helsingfors. Öns area är 3,2 hektar och dess största längd är 250 meter i sydöst-nordvästlig riktning.